# Oncideres nipheta
Oncideres nipheta är en skalbaggsart som beskrevs av Martins 1981. Oncideres nipheta ingår i släktet Oncideres och familjen långhorningar. Inga underarter finns listade i Catalogue of Life.